# Avengers Disassembled
Az Avengers Disassembled több Marvel Comics sorozat között futó esemény. Az alapötlet az volt, hogy a jelentősebb hősöket (a Bosszú Angyalait, Pókembert, a Fantasztikus Négyest) támadják meg mind egyszerre, de ne fizikálisan, hanem érzelmileg. Brian Michael Bendis szerző azt mondta egy Newsaramában található cikkben: ezt a crossovert azt különbözteti meg a többitől, hogy innen nincs visszatérés- „not everyone is coming back from this one”. A sorozat középpontjában a Bosszú Angyalai állnak. Pókember és a Fantasztikus Négyes kapcsolódó kalandjai olvashatók, mint különálló történetek is, amik egyszerűen megosztoznak a Disassembled címen. Disassembled kiadványok egy Bosszú Angyalaira (Avengers) utaló „A” szimbólumot viselnek a gerincükön.
A Káosz eseményei alatt a Bosszú Angyalainak aktív tagjai: Amerika Kapitány, Samuel Wilson, Clinton Francis Barton alias Sólyomszem, Anthony Stark, a Skarlát Boszorkány, az Amazon, Vízió alias Victor Shade, Janet van Dyne és Henry Pym.
Grant Morrison X-bolygója (Planet X) mentén haladva ez lehetne az első része egy olyan trilógiának, aminek második tagja a House of M és a Decimation, záróeleme pedig a Civil War.

## Cselekmény
A történet a halottnak hitt Jonathan Hart (Jack of Hearts) megmagyarázhatatlan felbukkanásával kezdődik, aki behatol a Bosszú Angyalainak főhadiszállására. Majd egyszerűen felrobban és ezzel megöli a Scott Lang-ot (Ant-Man) valamint elsöpri a földről az udvarház felét. A Vízió összetör egy Quinjetet (a Bosszú Angyalainak repülő szállítóeszköze), ami egy sereg apró Ultron robotot visz, hogy megtámadja a túlélőket. A támadás alatt az Amazont őrjöngés keríti a hatalmába és kettétépi a Víziót. Ámokfutása kórházba juttatja Janet van Dyne-t, Amerika Kapitányt és Britannia Kapitányt. Végül a sebesült Sólyomszem feláldozza életét, hogy megmentse barátait, akiket lerohan egy Krí hadihajó..
Lassan kiderül, hogy ezek mögött a látszólag véletlenszerű események mögött a Skarlát Boszorkány állt,
akit az őrületbe taszított a gyermekei elvesztése. A gyermekek mágikus teremtmények voltak, szintén nem valódiak és a démon Mefisztó lényegéből származtak. A támadókat (az Ultron robotok és a Krí lények) a Skarlát Boszorkány elszabadult ereje produkálta. Wandát Doktor Strange győzte le, aki éppen az eseményeket magyarázta, mikor megérkezett Magneto és beteg lányát magával ragadta.

## Következmények
Britannia kapitány visszatér Angliába, Janet van Dyne és Henry Pym kibékülnek, az Amazon elhagyja a csapatot, ami az utószóban (ez volt az Avengers Finale) hivatalosan is feloszlik.
Az Avengers Disassembled után két új Bosszú Angyalai sorozatot is létrehoztak. Az Avengers címet felváltotta a New Avengers, tehát az Új Bosszú Angyalai. A másik a Young Avengers, tehát az Ifjú Bosszú Angyalai, amit főleg a tizenéves hősök jellemeznek, akiket mind az Avengers egy-egy alapító tagjáról mintáztak.
A történet az Excalibur lapjain folytatódott, ahol Magneto és X professzor próbált Wandának segíteni, mindhiába.
Az Avengers Disassembled a Skarlát Boszorkány erejének második újradefiniálása. A hatalma, mint pályafutása kezdetén, teljesen kikerül az ellenőrzése alól, de immár olyan mértékű, hogy a következő House of M-ben játszi könnyedséggel formálja át az egész 616-os Föld valóságát és létrehoz egy másikat anélkül, hogy tudatában lett volna mit tesz- bár egyes áldozatai (így Rozsomák) azt állították képesek érzékelni a különbséget a múltjuk valósága és Wanda varázslata között.
Wanda képességét, hogy kezelhesse a bűvös erőket egy démoni varázsló: Chthon idézte elő. A lány születésekor a mágus kísértete meglátogatta és megáldotta őt. A Káosz Varázslat pedig Chthon szentségtelen erejének alapja volt.

## A megjelenésük
- Avengers #500-503 (fő történetszál)
- Avengers Finale (utószó)
- Captain America #29-32 (következmények)
- Captain America and the Falcon #5-7 (előszó)
- Fantastic Four #517-519 (következmények)
- Iron Man #84-85 (prologue) and #86-89 (következmények)
- Spectacular Spider-Man #15-20 (utószó)
- Excalibur #8 (párhuzamos történet)
- Thor #80-81 (előszó) and #82-85 (párhuzamos történet)

## What if?
2006. november 1-jén a Marvel kibocsátott egy különleges kiadást What if? címmel. Főszerepben Bestiával az amúgy sem egyszerű történet alternatív változata még több csavart kap, mint eddig.

## Hibák, kritikák és bakik
- Doktor Strange meglepettnek tűnik mikor hallja, hogy Wanda gyermekei sosem léteztek, habár ő és Wanda azóta már több alkalommal is találkoztak, sőt ő maga is segített a "világra jöttükben", így a téma biztosan felmerült volna kettejük között.
- Néhány rajongó elképesztőnek tartotta Sólyomszem halálának körülményeit.

## Paródiák
Több képregény (Bongo Comics Free-For-All, Cable & Deadpool #12) is visszautal erre a sorozatra, elsősorban az abszurd elhalálozásokat (Krí hadihajó, stb) választva csipkelődésük célpontjául.

### Great Lakes Avengers: Misassembled
A Dan Slott által írott GLA minisorozatokban szatirikusan hivatkoznak az Avengers Disassembled eseményeire, miközben kigúnyolják a képregény-halálokat, ahol minden szereplő meghal, de szinte azonnal feltámasztják őket.